# Foshan Open 2013
De Foshan Open 2013 was de eerste editie van de Foshan Open, een golftoernooi van de Challenge Tour. 
Deze eerste editie werd gespeeld van 17-20 oktober op de Foshan Golf & Country Club, die tussen Foshan en Guangzhou ligt. De club heeft een 18-holes kampioensbaan met een par van 72.

## Verslag

### Ronde 1
Rhys Davies maakte al vroeg een bogeyvrije ronde van 65. Twintig minuten later kwam Scott Arnold ook met 65 binnen. Beiden bleven tot het einde van de ronde aan de leiding. Wil Besseling scoorde 68 en eindigde daarmee op de gedeelde 5de plaats. Tim Sluiter en Daan Huizing speelden boven par. Duncan Stewart maakte een hole-in-one op hole 16, zijn eerste hole-in-one sinds hij professional werd. 

### Ronde 2
Tyrrell Hatton en Sam Walker werden de twee nieuwe leiders na deze ronde, beiden met een score van 66 en 69 na respectievelijk de eerste en tweede ronde. Wil Besseling handhaafde zich mooi in de top-5. Nacho Elvira stond na twee ronden op de 3de plaats. De cut werd +4. Vijftien Chinese spelers doen het weekend nog mee, een mooi resultaat voor de Chinese PGA want geen van hen heeft een ranking op de Challenge Tour. Ook de 15-jarige Chinese amateur Cheng Jin haalde de cut.

### Ronde 3
Nacho Elvira maakte acht birdies en nam een voorsprong van drie slagen op Walker en Hatton. Wil Besseling bleef in de top-5 en Kang-chun Wu heeft zijn derde ronde ook onder par gespeeld en was zo de hoogstgeplaatste Chinees.

### Ronde 4
Nacho Elvira had genoeg voorsprong toen hij de laatste ronde begon en kon zo, ondanks een ronde van 72 toch, het toernooi winnen. Shiv Kapur en Sam Walker eindigden met een bogey en misten zo een play-off. Voor Elvira was het de eerste overwinning sinds hij in 2012 professional werd. Door deze overwinning kwam hij in de top-15 van de Challenge Tour Ranking. 

## Uitslag[1]
| Naam           | CTR | Score R1 | Score R1 | Nr  | Score R2 | Score R2 | Totaal | Nr  | Score R3 | Score R3 | Totaal | Nr  | Score R4 | Score R4 | Totaal | Nr  |
| -------------- | --- | -------- | -------- | --- | -------- | -------- | ------ | --- | -------- | -------- | ------ | --- | -------- | -------- | ------ | --- |
| Nacho Elvira   | 50  | 68       | -4       | T5  | 68       | -4       | -8     | 3   | 66       | -6       | -14    | T1  | 72       | par      | -14    | 1   |
| Sam Walker     | 24  | 66       | -6       | T3  | 69       | -3       | -9     | T1  | 70       | -2       | -11    | T2  | 70       | -2       | -13    | T2  |
| Tyrrell Hatton | 24  | 66       | -6       | T3  | 69       | -3       | -9     | T1  | 70       | -2       | -11    | T2  | 70       | -2       | -13    | T2  |
| Shiv Kapur     | 36  | 70       | -2       | T   | 68       | -4       | -6     | T   | 68       | -4       | -10    | 4   | 69       | -3       | -13    | T2  |
| Scott Arnold   | 84  | 65       | -7       | T1  | 72       | par      | -7     | T4  | 72       | par      | -7     | T8  | 69       | -3       | -10    | T6  |
| Wil Besseling  | 49  | 68       | -4       | T5  | 69       | -3       | -7     | T4  | 70       | -2       | -9     | 5   | 72       | par      | -9     | 8   |
| Rhys Davies    | 31  | 65       | -7       | T1  | 73       | +1       | -6     | T6  | 70       | -2       | -8     | T6  | 75       | +3       | -5     | T16 |
| Kang-chun Wu   | =   | 71       | -1       | T21 | 70       | -2       | -3     | T17 | 70       | -2       | -5     | T11 | 73       | +1       | -4     | T16 |
| Tian Yuan      | =   | 70       | -2       | T15 | 74       | +2       | par    | T32 | 73       | +1       | +1     | T34 | 76       | +4       | +5     | T40 |
| Tim Sluiter    | 18  | 73       | +1       | T39 | 79       | +7       | +8     | MC  |          |          |        |     |          |          |        |     |
| Daan Huizing   | 3   | 76       | +4       | T71 | 74       | +2       | +6     | MC  |          |          |        |     |          |          |        |     |

| Leider |  | Toernooirecord |  | MC = missed cut = cut gemist |  | DQ = disqualified |  | CTR = Challenge Tour Ranking |

## Spelers
Er namen 126 spelers deel, 63 van de Challenge Tour en 63 Chinese spelers.
| Europa - Carlos Aguilar - Byeong-hun An - Phillip Archer - Scott Arnold - HP Bacher - Jason Barnes - Wil Besseling - Knut Borsheim - Gary Boyd - Christophe Brazillier - Markus Brier - Daniel Brooks - François Calmels - Guillaume Cambis - Marco Crespi - Jens Dantorp - Rhys Davies - Carlos Del Moral - Robert Dinwiddie - Agustin Domingo - Nick Dougherty - Edouard Dubois - Pelle Edberg - Jamie Elson - Nacho Elvira - Jens Fahrbring - Dylan Frittelli - Jordi García Pinto | - Daniel Gaunt - David Griffith - Tyrrell Hatton - Daan Huizing - Jeppe Huldahl - Daniel Im - Roope Kakko - Shiv Kapur - Sihwan Kim - Moritz Lampert - Niklas Lemke - Stuart Manley - Andrew McArthur - Jamie McLeary - George Murray - Brinson Paolini - Andrea Pavan - Terry Pilkadaris - Florian Praegant - Victor Riu - Raymond Russell - Tim Sluiter - Gary Stal - Duncan Stewart - Daniel Vancsik - Sam Walker - Oliver Wilson | China - Jin-wei Ai - Yi Cao - Hai-meng Chao - Ding-gen Chen - Jian Chen - Hai-bao Cheng - Zhi-peng Fan - Tai Fu - Yi-jie Gao - Cui-lin Gu - Ren Han - Shao-cai He - Ming-jie Huang - Chuan-lin Jian - Wei-hai Kong - Ding-feng Liang - Jun-feng Liu - Meng-yang Liu - Yu-xiang Liu - Xiao-wen Long - Cheng-yao Ma - Zhi-jun Ou - Da Quan - Nan-nan Shen - Chao Song - Dong Su - Peng-fei Xie - Cheng Xiong - Xu Wang - Yong-qiang Wang - Wei Wei - Hong-fu Wu | - Jian-long Wu - Kang-chun Wu - Tu-xuan Wu - Wei-huang Wu - Jin-biao Yang - Quan Yang - Sheng-qin Yang - Jia Yao - Xiong-hui Ye - Tian Yuan - Hui-lin Zhang - Ou-yang Zheng - Guo-wu Zhou Invitaties - Do Eun An - Jacob Ronald Ellison - CJ Gatto - Julien Guerrier - Zhuo-chuan Lee - Seong Ki Leekpa - Ryan Tsuchida Rhee - Damian Ulrich - Jeong-jin Yong Nationaal team - Xin-jun ZHANG - Wen-yi HUANG - Hao-tong LI - Da-xing JIN Amateurs - Cheng Jin - Xue-wen Luo - Yi-nong Yang - Yi-chen Wang |